# Jean-Claude Pennetier
Jean-Claude Pennetier   (Châtellerault, 16 de maig de 1942) és un pianista clàssic francès.
Pennetier va començar a estudiar piano a l'edat de tres anys i després va ingressar al Conservatori de París en classes de piano i música de cambra. Després de passar diversos concursos internacionals, va començar una carrera en solitari que el va portar a actuar a l'estranger. A principis dels setanta, va interrompre temporalment aquesta carrera per dedicar-se a la composició i la direcció. També va aprofitar aquest període per aprofundir en el seu repertori i la seva reflexió sobre la música. Es va interessar pel teatre musical, escrivint òperes per a nens, el pianoforte. També és un apassionat de la música de cambra i de la música clàssica contemporània. Dirigeix l'Ensemble intercontemporain, "the Ensemble 2e2m" i des de 1995 imparteix classes al Conservatoire de Paris. Ha estrenat obres de Philippe Hersant, Maurice Ohana, Pascal Dusapin, entre altres compositors del XX que li agrada. Actualment és convidat a França i a l'estranger com a solista amb orquestres de renom: la Orquestra de París, Dresden Staatskapelle, la NHK de Tòquio, etc. Regularment és convidat del Festival de La Roque-d'Anthéron, el de Prada, (Conflent), el festival Chopin al "Château de Bagatelle", la temporada musical d'estiu de Sceaux, el Printemps des Arts de Monte-Carlo, etc. Visita cada temporada el Canadà i als Estats Units per tocar amb orquestra, en recitals o en un conjunts de cambra.
Pennetier ocupa les files de Cavaller de la Legió d'Honor i Oficial de l'Ordre de les Arts i les Lletres. Finalment, el seu viatge espiritual el va conduir, el 2004, a ser ordenat sacerdot de l'Església Ortodoxa (dins de la metròpoli ortodoxa romanesa d'Europa occidental i meridional). Actualment és rector de la parròquia de Chartres.
És el marit de la filla de Valérie Soudères.

## Premis
- 1er premis de piano i música de cambra al Conservatori.
- 1er Premi Gabriel Fauré,
- 2e Premi Concurs Long-Thibaud-Crespin
- 1r premi del Concours de Montréal.
- Primera nominació al Concurs Internacional de Música de Ginebra (1968)
- Lauréate de la competició Marguerite Long
- Gran Premi de l'Académie Charles Cros el 1999 per a la sonata de Schubert a B flat major.

## Enregistraments seleccionats
- Obres de Brahms, Schumann, Debussy, Beethoven (Lyrinx); Schubert (sonata en B flat major)
- Ravel (música de cambra), Saphir Productions
- Mozart, amb Michel Portal i el quartet Ysaÿe, Aeon. (2006)
- Els Trios de Schubert, amb Régis Pasquier i Roland Pidoux, Harmonia Mundi
- Les sonates de pianista de Hyacinthe Jadin (sobre un instrument de l'època)
- Concert per a piano i orquestra de Maurice Ohana, orquestra filharmònica de Luxemburg, Arturo Tamayo, Timpani (1997)
- Maurice Ohana, 3 Caprices, 24 Préludes; Arion (1989)
- L 'obra completa per a piano - de Gabriel Fauré. 1 i 2 (Mirare)